# Gerardo González (taekwondo)
Gerardo González es un deportista venezolano que compitió en taekwondo. Ganó dos medallas en los Juegos Panamericanos en los años 1987 y 1991, y tres medallas en el Campeonato Panamericano de Taekwondo entre los años 1982 y 1990.

## Palmarés internacional
| Juegos Panamericanos    | Juegos Panamericanos          | Juegos Panamericanos | Juegos Panamericanos |
| Año                     | Lugar                         | Medalla              | Categoría            |
| ----------------------- | ----------------------------- | -------------------- | -------------------- |
| 1987                    | Indianápolis (Estados Unidos) | Medalla de plata     | –64 kg               |
| 1991                    | La Habana (Cuba)              | Medalla de bronce    | –64 kg               |
| Campeonato Panamericano |                               |                      |                      |
| Año                     | Lugar                         | Medalla              | Categoría            |
| 1982                    | Ponce (Puerto Rico)           | Medalla de bronce    | –60 kg               |
| 1986                    | Guayaquil (Ecuador)           | Medalla de bronce    | –64 kg               |
| 1990                    | Bayamón (Puerto Rico)         | Medalla de bronce    | –64 kg               |